# Hirschbronn (Sachsen bei Ansbach)
Hirschbronn (fränkisch: Häsch-brunn) ist ein Gemeindeteil der Gemeinde Sachsen bei Ansbach im Landkreis Ansbach (Mittelfranken, Bayern). Hirschbronn liegt in der Gemarkung Alberndorf.

## Geografie
0,5 km nordwestlich des Dorfes liegt der Zogelweiher, 0,5 km östlich liegt die Flur Wolfsgrube. Gemeindeverbindungsstraßen führen nach Alberndorf zur Staatsstraße 2223 (1 km südlich), nach Neukirchen zur Kreisstraße AN 12 (2 km nördlich), nach Sachsen (1,5 km östlich) und nach Kaltengreuth (1 km westlich).

## Geschichte
Der Ort wurde im Würzburger Lehenbuch von 1303 als „Hirzbrunn“ erstmals urkundlich erwähnt. Der Ortsname bedeutet Siedlung bei dem Hirschbrunnen. Zu dieser Zeit hatte Albert von Vestenberg den gesamten Zehnten des Ortes. Daneben hatte ein Herr Cuspis von Ansbach ein Gut als bischöfliches Lehen. Ritter Gottfried von Sainsheim, seine Frau Bertha und Sophia von Sainsheim verkauften 1336 ihre drei Höfe in Hirschbronn an das Kloster Heilsbronn.
Im Jahre 1460 überfiel Herzog Ludwig IX. von Bayern und dessen Verbündete den Ansbacher Markgrafen Albrecht Achilles. Dabei plünderte und zerstörte man durch Feuer u. a. Eyb und die benachbarten Dörfer Alberndorf, Grüb, Hirschbronn, Katterbach, Obereichenbach, Pfaffengreuth und Untereichenbach.
Auch im Dreißigjährigen Krieg wurde der Ort heimgesucht, er wurde aber nicht abgebrannt. Im Jahre 1637 war eines von den zwei Anwesen des Stiftsamts Ansbach unbesetzt, vom Hofkastenamt Ansbach waren alle drei Anwesen unbesetzt. Die drei heilsbronnischen Güter waren noch im vierten Jahre nach dem Krieg öde.
Im 16-Punkte-Bericht des Fürstentums Ansbach von 1684 wurden für Hirschbronn 12 Mannschaften verzeichnet. Grundherren waren das Hofkastenamt Ansbach (3 Anwesen), das Stiftsamt Ansbach (3), das Klosterverwalteramt Heilsbronn (3), der Ansbacher Rat (1), der Amtmann Ayrers seligen Erben (1) und das Almosenamt Nürnberg (1). Das Hochgericht und die Dorf- und Gemeindeherrschaft übte das brandenburg-ansbachische Hofkastenamt Ansbach aus. Im 16-Punkte-Bericht des Klosteramts Heilsbronn aus dem Jahr 1608 wurden die drei Anwesen als drei Bauernhöfe näher qualifiziert.
Laut der Amtsbeschreibung des Pflegamtes Lichtenau aus dem Jahr 1748 zählte der Ort zur Hauptmannschaft Sachsen. Es gab zwölf Untertansfamilien, von denen eine nürnbergisch war.
Auch gegen Ende des 18. Jahrhunderts gab es in Hirschbronn 12 Anwesen. Das Hochgericht und die Dorf- und Gemeindeherrschaft übte das Hofkastenamt Ansbach aus. Grundherren waren das Fürstentum Ansbach (11 Anwesen; Klosterverwalteramt Heilsbronn: 1 Hof, 1 Höflein, 2 Halbhöfe; Hofkastenamt Ansbach: 1 Hof, 2 Halbhöfe; Stiftsamt Ansbach: 1 Höflein, 1 Gut, 1 Köblergut; Ansbacher Rat: 1 Halbhof) und der Nürnberger Eigenherr von Haller (1 Gut). Neben den Anwesen gab es noch kommunale Gebäude (Hirtenhaus, Brechhaus) und herrschaftliche Gebäude (Wildmeisterhaus). Von 1797 bis 1808 unterstand der Ort dem Justiz- und Kammeramt Ansbach.
Im Rahmen des Gemeindeedikts wurde Hirschbronn dem 1808 gebildeten Steuerdistrikt Eyb und der 1811 gegründeten Ruralgemeinde Eyb zugeordnet. Am 30. September 1827 wurde Hirschbronn in die neu gegründete Ruralgemeinde Alberndorf umgemeindet. Diese wurde am 1. Januar 1972 im Zuge der Gebietsreform in Bayern in die Gemeinde Sachsen eingegliedert.

### Einwohnerentwicklung
| Jahr      | 001818 | 001840 | 001861 | 001871 | 001885 | 001900 | 001925 | 001950 | 001961 | 001970 | 001987 |
| Einwohner | 82     | 111    | 113    | 108    | 123    | 104    | 128    | 147    | 113    | 91     | 101    |
| Häuser    | 17     | 17     |        |        | 24     | 20     | 19     | 21     | 20     |        | 22     |
| Quelle    | [ 23 ] | [ 24 ] | [ 25 ] | [ 26 ] | [ 27 ] | [ 28 ] | [ 29 ] | [ 30 ] | [ 31 ] | [ 32 ] | [ 1 ]  |

## Religion
Der Ort ist seit der Reformation evangelisch-lutherisch geprägt und nach St. Alban (Sachsen bei Ansbach) gepfarrt. Die Einwohner römisch-katholischer Konfession sind nach St. Ludwig (Ansbach) gepfarrt.